# Elliottia paniculata
Elliottia paniculata är en ljungväxtart som först beskrevs av Sieb. och Zucc., och fick sitt nu gällande namn av George Bentham och Hook. f. Elliottia paniculata ingår i släktet Elliottia och familjen ljungväxter. Inga underarter finns listade i Catalogue of Life.

## Bildgalleri

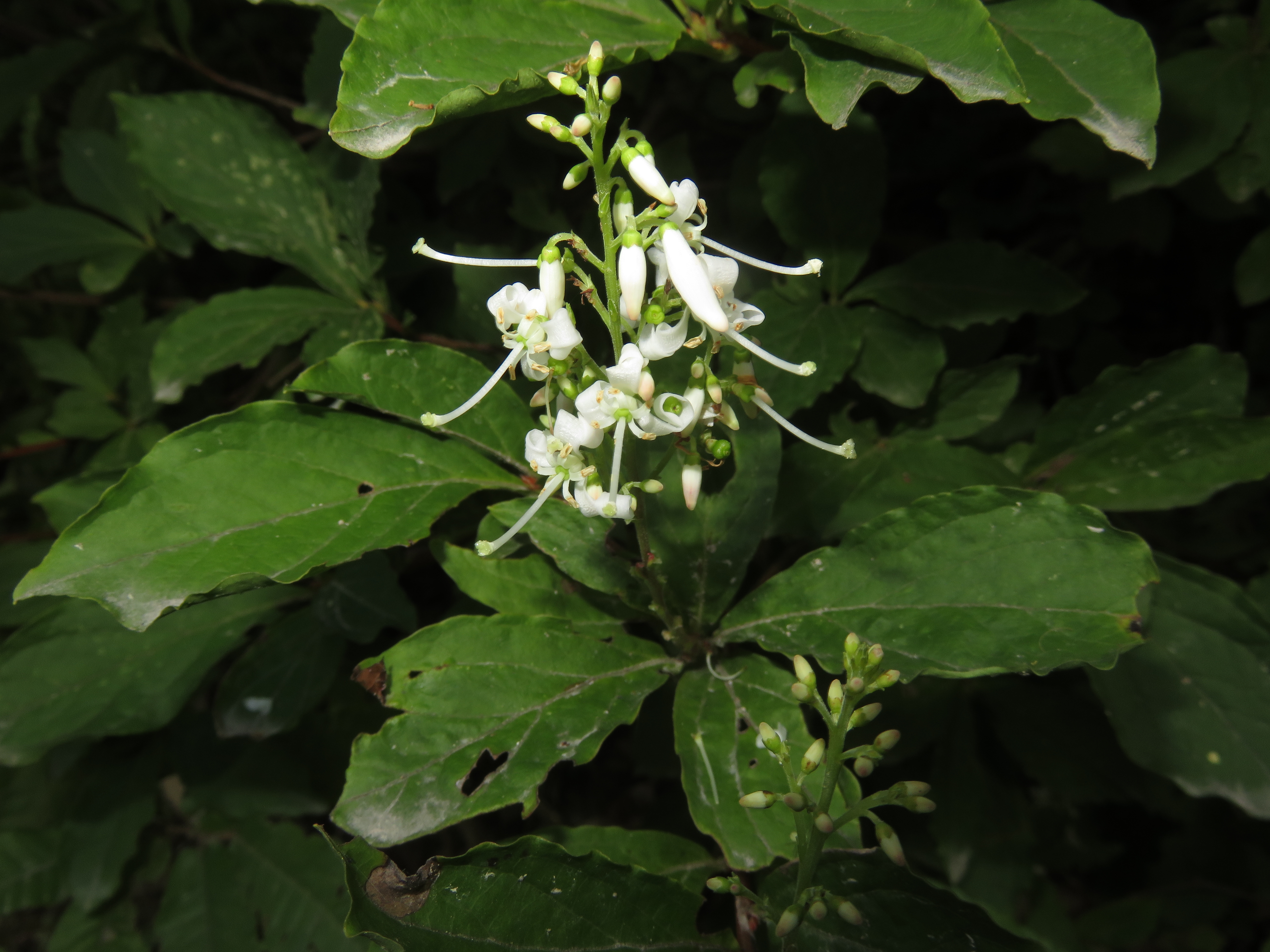